# Angustonicus amieuensis
Angustonicus amieuensis är en kackerlacksart som beskrevs av Philippe Grandcolas 1997. Angustonicus amieuensis ingår i släktet Angustonicus och familjen storkackerlackor.
Artens utbredningsområde är Nya Kaledonien. Inga underarter finns listade i Catalogue of Life.